# Агилера, Хуан Карлос
Хуа́н Ка́рлос Агиле́ра Марти́н (исп. Juan Carlos Aguilera Martín; род. 22 мая 1969, Мадрид) — испанский футболист, выступал на позиции защитника. Известен по выступлениям за «Атлетико Мадрид» и «Тенерифе». Имеет на своём счету 7 матчей в составе национальной сборной.

## Карьера

### Клубная
Агилера начал свою карьеру в «Атлетико Мадрид». После сезона в дубле 26 марта 1988 года Хуан Карлос дебютировал в основной команде. За шесть сезонов в «Атлетико» игрок дважды становился обладателем Кубка Испании.
В 1993 году Агилера перешёл в «Тенерифе» и играл там на протяжении трёх сезонов. Лучшим для клуба и игрока стал сезон 1995/96, когда «Тенерифе» занял 5-е место в чемпионате Испании и получил право участвовать в еврокубках. Агилера сыграл в 39 матчах и забил 5 голов.
В 1996 году Хуан Карлос вернулся в «Атлетико», который имел титул действующего чемпиона и обладателя Кубка Испании. До завершения карьеры в 2005 году Агилера оставался игроком «Атлетико Мадрид», в составе которого провёл ещё девять сезонов, в том числе два в Сегунде, был капитаном команды. В 2003 году он даже согласился на понижение зарплаты из-за финансовых трудностей клуба.

### Международная
Агилера дебютировал в сборной Испании 24 сентября 1997 года в матче с командой Словакии (2:0). На счету Хуана Карлоса семь матчей в составе сборной. Вместе с ней он выступал на чемпионате мира 1998 года, где сыграл в двух матчах.

## Достижения
«Атлетико Мадрид»
- Обладатель Кубка Испании: 1991, 1992